# Ансет, Кристи
Кристи Ансет (англ. Kristi S. Anseth; род. 1968, Миннесота) — американский учёный в области биомедицинской инженерии. Член Национальных Академии наук (2013), Инженерной и Медицинской (обеих - с 2009) академий США, доктор философии, заслуженный профессор Колорадского университета в Боулдере и исследователь Медицинского института Говарда Хьюза.

## Биография
Выросла в Северной Дакоте. Окончила университет Пердью (1992) и в 1994 году как химик-технолог защитила диссертацию в университете Колорадо. Работала в Массачусетском технологическом институте и университете Пердью. В 1996 году получила должность ассистента профессора в университете Колорадо, в 2002 году стала профессором, а в 2008 году заслуженным профессором. В 2003 году она и её студенты стали первыми учёными, разработавшими инъекционный и биоразлагаемый каркас для регенерации хряща.
Ансет стала первым инженером, вошедшим в число исследователей Медицинского института Говарда Хьюза (в 2000 году). Спустя четыре года она получила высшую награду Национального научного фонда — премию Алана Уотермана, которой отмечают молодых ученых за выдающиеся достижения (грант составляет 500 000 $). 
Член Национальной академии изобретателей США (2015) и Американской академии искусств и наук (2019).
Имеет более 17 патентов. Основала «Mosaic Biosciences» для внедрения своих изобретений.

## Награды и отличия[4]
- Награда Кёртиса Макгоу Американского сообщества инженерного образования (2003)
- Премия Алана Уотермана (2004)
- Приз общества Бонфилса-Стенсона по науке и медицине (2015)
- Премия имени Артура Коупа от Американского химического сообщества (2015)
- Почётный доктор университета Пердью (2016)
- L'Oréal-UNESCO Award for Women in Science (2020)

Американский институт химических технологий назвал её одной из «100 химиков-технологов современности», а журнал Popular Science перечислил её среди 10 лучших учёных[когда?].